# Pappophoreae
Pappophoreae es una tribu de plantas herbáceas perteneciente a la subfamilia Chloridoideae dentro de la familia Poaceae.

## Géneros

### *Referencia:GRIN Taxonomy for Plants USDA
Cottea - Enneapogon - Kaokochloa - Pappophorum - Schmidtia

#### *Referencia:Taxonomy Browser NCBI
Cottea, Enneapogon,  Pappophorum, Schmidtia